# 2008年の労働界
2008年の労働界（2008ねんのろうどうかい）では、2008年（平成20年）の労働運動、労働環境、雇用、賃金など労働分野に関する出来事について記述する。

## できごと

### 9月
- 9月15日 - サブプライムローン問題に伴う経営危機により、アメリカの証券会社4位のリーマン・ブラザーズが経営破綻。同日、米銀行2位のバンク・オブ・アメリカ、サブプライムローン問題により危機に陥っていた米証券会社3位のメリルリンチの買収を発表。これらを契機として、アメリカ発の金融危機は全世界に波及し、世界の景気や雇用に深刻な影響を与える [1][2][3]。

### 10月
- 10月6日-10日 - 暗黒の一週間。ニューヨーク、東京、ロンドン、アジアなど株式市場の世界的な暴落に歯止めがかからず。ロシアなどでは、株式取引の一時停止に追い込まれる。また、アメリカやヨーロッパの経済の先行き不安から円が買われ、円高傾向が急伸。輸出関連企業に打撃 [4][5][6][7][8][9]。

### 12月
- 12月11日 - アメリカの銀行大手バンク・オブ・アメリカ、今後3年間で約3万人から3万5千人の従業員を削減すると発表。9月15日に発表した大手証券会社メリルリンチの買収や景況悪化に伴う余剰人員の削減を目的とする [10]。
- 12月31日 - 複数のNPOや労働組合が、東京・日比谷公園に「年越し派遣村」開設。契約解除などにより職や住まいを失った派遣労働者らのために開設した一時的な避難所。想定（約150名）の3倍以上の約500名が集まる。2009年1月5日、撤収 [11][12]。

## 死去
- 4月17日 - 大江洸、全国労働組合総連合元議長（* 1929年）